# Metamorphosis
Metamorphosis es el segundo álbum de estudio de la cantante y actriz estadounidense Hilary Duff, lanzado el 26 de agosto de 2003 por la casa discográfica Hollywood Records en conjunto con Buenavista Records. Según Duff el disco incorpora elementos de la música Pop rock además líricamente referirse a su vida y sus experiencias personales. Reconocidos productores de la industria trabajaron junto a Duff en el álbum como Kara DioGuardi, Andre Recke, Chico Bennet, John Shanks, The Matrix entre otros. Debutó en la segunda posición del Billboard 200 con 203,000 copias vendidas y a la semana siguiente subió a la primera posición siendo disco de oro en Estados Unidos.

## Antecedentes
En su primera semana, "Metamorphosis" se posicionó en los primeros lugares de las carteleras musicales del mundo. Este tuvo una excelente aceptación por parte del público juvenil, quienes incluso llegaron a catalogar a Duff como "la sucesora de Britney Spears" por el éxito que produjo el álbum desde su lanzamiento en agosto de 2003. Todas las críticas apuntaron a que "Metamorphosis" era un álbum muy juvenil y fresco que le devolvió la vida al pop y le aseguraron el éxito.

## Lanzamiento
Metamorphosis debutó en la segunda posición del EE.UU. Billboard 200 y a la semana siguiente subió al primer puesto del conteo estadounidense, debutando al mismo tiempo en la primera posición en Canadá. Aproximadamente el álbum vendió 3,9 millones de copias tan solo en los Estados Unidos registrando una certificación de triple platino por más de 3 millones de copias legales vendidas. El disco debutó en la posición 6 en el Top Internet Albums y en el puesto 19 en las listas australianas. En Canadá vendió 400.000 unidades y fue certificado cuádruple platino; en Argentina recibió certificación doble platino por vender más de 80,000 unidades; en Australia se convirtió en disco de platino por vender 70.000 ejemplares; en Japón vendió más de 100.000 copias, mientras que en México vendió más de 60.000, recibiendo disco de oro en ambos países.

## Sencillos
Why Not  

Muchos críticos aceptaron que el gran éxito que tuvo el álbum fue debido a que desde junio se venía promocionando con el éxito "Why Not", sencillo de la banda sonora The Lizzie McGuire Movie Soundtrack que fue lanzado al mismo tiempo como promocional de Metamorphosis en las cadenas de radio y televisión. El sencillo logró ubicarse en las primeras posiciones en Australia y Nueva Zelanda.
 So Yesterday 

Se convirtió en el primer sencillo oficial, siendo un hit musical en todo el mundo, el cual ocupó los primeros lugares de las listas musicales del mundo. Alcanzó la posición N.º 1 en Singapur, la n°42 del Billboard Hot 100 y fue top 10 en las listas de Canadá, Países Bajos, Irlanda, Reino Unido, Taiwán y México. En Australia fue certificado Platino por más de 70.000 copias vendidas en dicho país.
 Come Clean 

A principios de 2004 se lanza "Come Clean" como segundo sencillo mundial; el sencillo se convierte en uno de sus más grandes éxitos vendiendo más de 2,5 millones de unidades, siendo este uno de los sencillos más vendido de Duff en el mundo. Alcanzó la posición n°35 del Billboard Hot 100 estadounidense, siendo certificado disco de oro por la RIAA por más de 100.000 unidades vendidas. Así mismo alcanzó los primeros lugares de las listas musicales de Canadá, Argentina y México.
 Little Voice 

En abril es lanzado "Little Voice", el cual se convierte en el tercer y último sencillo de Metamorphosis; este solo es lanzado en  Australia, Canadá y unos pocos países de Europa.

## Lista de canciones
| Metamorphosis |                         |                                               |          |  |
| N.º           | Título                  | Escritor(es)                                  | Duración |  |
| 1.            | «So Yesterday»          | L. Christy, S. Spock, G Edwards, C. Midnight  | 3:35     |  |
| 2.            | «Come Clean»            | K. DioGuardi, J. Shanks                       | 3:34     |  |
| 3.            | «Workin' It Out»        | C. Midnight, C. Pettus, M. Swersky            | 3:15     |  |
| 4.            | «Little Voice»          | K. Dioguardi, P. Berger                       | 3:03     |  |
| 5.            | «Where Did I Go Right?» | L. Christy, S. spock, G. Edwards, C. Midnight | 3:51     |  |
| 6.            | «Anywhere But Here»     | J. Marr, W. Page, C. Bennet                   | 3:32     |  |
| 7.            | «The Math»              | L. Christy, S. Spock, G. Edwards, C. Midnight | 3:19     |  |
| 8.            | «Love Just Is»          | J. Marr, W. Page, C. Midnight                 | 4:02     |  |
| 9.            | «Sweet Sixteen»         | H. Duff, T. Caudell                           | 3:07     |  |
| 10.           | «Party Up»              | M. Brooks, T. Rhodes, A. George               | 3:51     |  |
| 11.           | «Metamorphosis»         | Hilary Duff, C. Midnight, C. Bennet, A. Recke | 3:28     |  |
| 12.           | «Inner Strength»        | Haylie Duff                                   | 1:34     |  |
| 13.           | «Why Not»               | C. Midnight, M. Gerrard                       | 2:59     |  |
| 43:10         |                         |                                               |          |  |

| Bonus tracks |                 |                            |          |  |
| N.º          | Título          | Escritor(es)               | Duración |  |
| 14.          | «Girl Can Rock» | C. Midnight, D. Weston Jr. | 3:12     |  |

| Bonus tracks |                    |                            |          |  |
| N.º          | Título             | Escritor(es)               | Duración |  |
| 14.          | «A Day In The Sun» | M. Gerrard, C. Midnight    | 3:24     |  |
| 15.          | «Girl Can Rock»    | C. Midnight, D. Weston Jr. | 3:12     |  |

## Charts
| Chart (2003)                    | Mejor posición |
| ------------------------------- | -------------- |
| Australian Albums Chart         | 19             |
| Belgian Albums Charts (Flandes) | 20             |
| Canadian Albums Chart           | 1              |
| French Albums Chart             | 22             |
| Irish Albums Chart              | 75             |
| Japanesse Albums Chart          | 9              |
| Mexican Albums Chart            | 9              |
| Dutch Albums Chart              | 23             |
| New Zealand Albums Chart        | 20             |
| UK Albums Chart                 | 69             |
| US Billboard 200                | 1              |

## Certificaciones
| Organismo certificador | Certificación | Ventas certificadas |
| --- | ------------- | ------------------- |
| Australia (ARIA) | Platino       | 70 000^             |
| Canadá | 4× Platino    | 400 000^            |
| Japón (RIAJ) | Oro           | 100,000             |
| México | Oro           | 50,000^             |
| Estados Unidos (RIAA) | 3× Platino    | 3 000 000           |
| *las cifras de ventas sobre la base de la certificación por sí sola ^cifras de envíos sobre la base de la certificación por sí sola xcifras no especificadas sobre base de la certificación por sí sola |               |                     |